# Johnny Berry
Reginald John Berry, detto Johnny (Aldershot, 1º giugno 1926 – Farnham, 16 settembre 1994), è stato un calciatore inglese, di ruolo attaccante.
Fu tra coloro che sopravvissero al disastro aereo di Monaco di Baviera del 6 febbraio 1958, quando il velivolo che trasportava la rosa del Manchester United si schiantò al suo terzo tentativo di decollo da una pista ricoperta di neve mista a fango all'aeroporto di Monaco-Riem; a causa delle ferite riportate, però, non poté riprendere l'attività agonistica.

## Palmarès

### Club

#### Competizioni nazionali
- Campionato inglese: 3

Manchester United: 1951-1952, 1955-1956, 1956-1957
- Charity Shield: 3

Manchester United: 1952, 1956, 1957